# If You Really Love Me
If You Really Love Me è una canzone scritta nel 1971 da Stevie Wonder e Syreeta Wright, e registrata da Wonder per l'album Where I'm Coming From, da cui fu estratta come secondo singolo. Il brano fu prodotto dallo stesso Wonder.

## Tracce
7" Single
1. If You Really Love Me
2. Think of Me As Your Soldier

## Classifiche
| Classifica (1971)       | Posizione più alta |
| ----------------------- | ------------------ |
| U.S. Billboard Hot 100  | 8                  |
| U.S. R&B Chart          | 4                  |
| U.S. Asult Contemporary | 10                 |
| Regno Unito             | 20                 |